# Maxim Vallentin

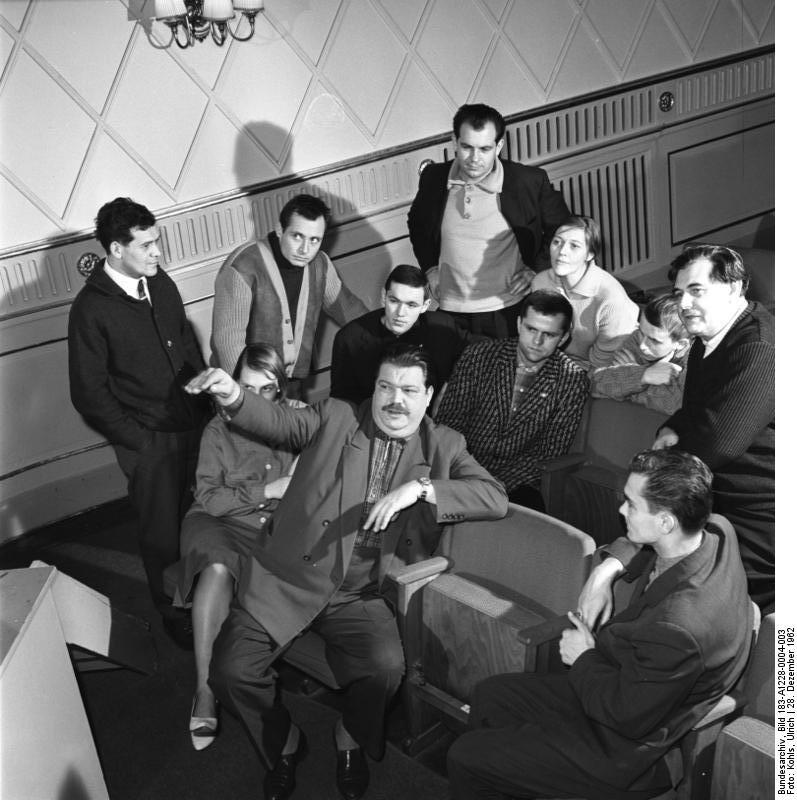
Maxim Vallentin (zweite Reihe rechts) bei einer Probe im Maxim-Gorki-Theater (1962, mit Fußballern des TSC Oberschöneweide)

Maxim Gerhard Vallentin (* 9. Oktober 1904 in Berlin; † 2. September 1987 in Ost-Berlin) war ein deutscher Schauspieler, Theaterregisseur, SED-ZK-Mitglied und langjähriger Leiter des Berliner Maxim-Gorki-Theaters.

## Leben
Maxim Vallentin war ein Sohn des Schauspielers und Theaterregisseurs Richard Vallentin  und der Schauspielerin Elise Zachow-Vallentin. Sein Onkel war der Theaterschauspieler und Publizist Franz Adelbert Vallentin. Den Vornamen erhielt er nach Maxim Gorki, von dem sein Vater kurz vor seiner Geburt ein Theaterstück sehr erfolgreich inszeniert hatte,
1921 nahm er Schauspielunterricht an einer Berliner Schauspielschule, anschließend arbeitete er als Darsteller am Theater unter namhaften Regisseuren wie Leopold Jeßner und Max Reinhardt. Nur sechs Jahre später erweiterte er sein Betätigungsfeld, wurde Theaterregisseur der Agitpropgruppe Das Rote Sprachrohr, die er bis 1932 leitete. Daneben war er noch Herausgeber der gleichnamigen Zeitschrift.
Im Jahr 1933 verließ Vallentin gemeinsam mit seiner Frau Edith, geb. Wolff (1903–1989) Deutschland und floh über Prag 1935 auf Initiative Erwin Piscators in die Sowjetunion, wo er in Kontakt mit der dort allgemein gültigen Schauspiellehrmethode nach dem Stanislawski-System kam. 1935 bis 1937 war Vallentin in Dnepropetrowsk Oberspielleiter am Deutschen Gebietstheater, für das er u. a. die aus Hitler-Deutschland emigrierten Schauspielerinnen und Schauspieler Leo Bieber, Amy Frank, Erwin Geschonneck, Hermann Greid (1893 – 1975), Gerhard Hinze, Friedrich Richter und Curt Trepte engagierte. Als musikalischen Leiter und Hauskomponisten gewann er Hans Hauska (1901 – 1965), einen Schüler Hanns Eislers, als Kostümbildnerin Sylta Busse (damals Schmückle). Er inszenierte u. a. 1936 Kleists Der zerbrochene Krug. 1937 bis 1938 war er als Regisseur am Staatstheater in Engels tätig. Infolge einer Denunziation wurde er 1938 aus der KPD ausgeschlossen, im gleichen Jahr allerdings rehabilitiert, wieder in die Partei aufgenommen und war 1938 bis 1945 Mitarbeiter der deutschsprachigen Redaktion des Moskauer Rundfunks. Nach dem Ende des Nationalsozialismus kehrte er mit der sowjetischen Besatzungsmacht nach Deutschland zurück und trat dort als Mitgründer der Schauspielabteilung der Weimarer Musikschule auf. Der damalige Befehlshaber der Sowjetischen Militäradministration in Thüringen, Kolesnitschenko, veranlasste 1947 „in Anbetracht der großen Notwendigkeit, ein neues Theaterpersonal für die demokratische Kunst Deutschlands heranzubilden“ die Gründung des Deutschen Theater-Instituts in Weimar. Gründungsmitglieder waren neben Vallentin Ottofritz Gaillard und Otto Lang, die den Lehrplan nach dem Stanislawski-System ausrichteten. Unter Berufung auf das Stanislawski-System trugen Vallentin und Langhoff ihre Streitigkeiten mit der durch Brecht geprägten Schule aus.
Im Jahr 1952 übernahm Vallentin die Leitung des Ost-Berliner Maxim-Gorki-Theaters, dessen Ensemble er überwiegend aus der Theaterhochschule Leipzig bzw. deren ehemaligen Instituten rekrutierte. Als Intendant wirkte er bis 1968 an dieser Spielstätte, daneben war er auch noch in der Spielzeit 1964/65 Intendant der Berliner Volksbühne.

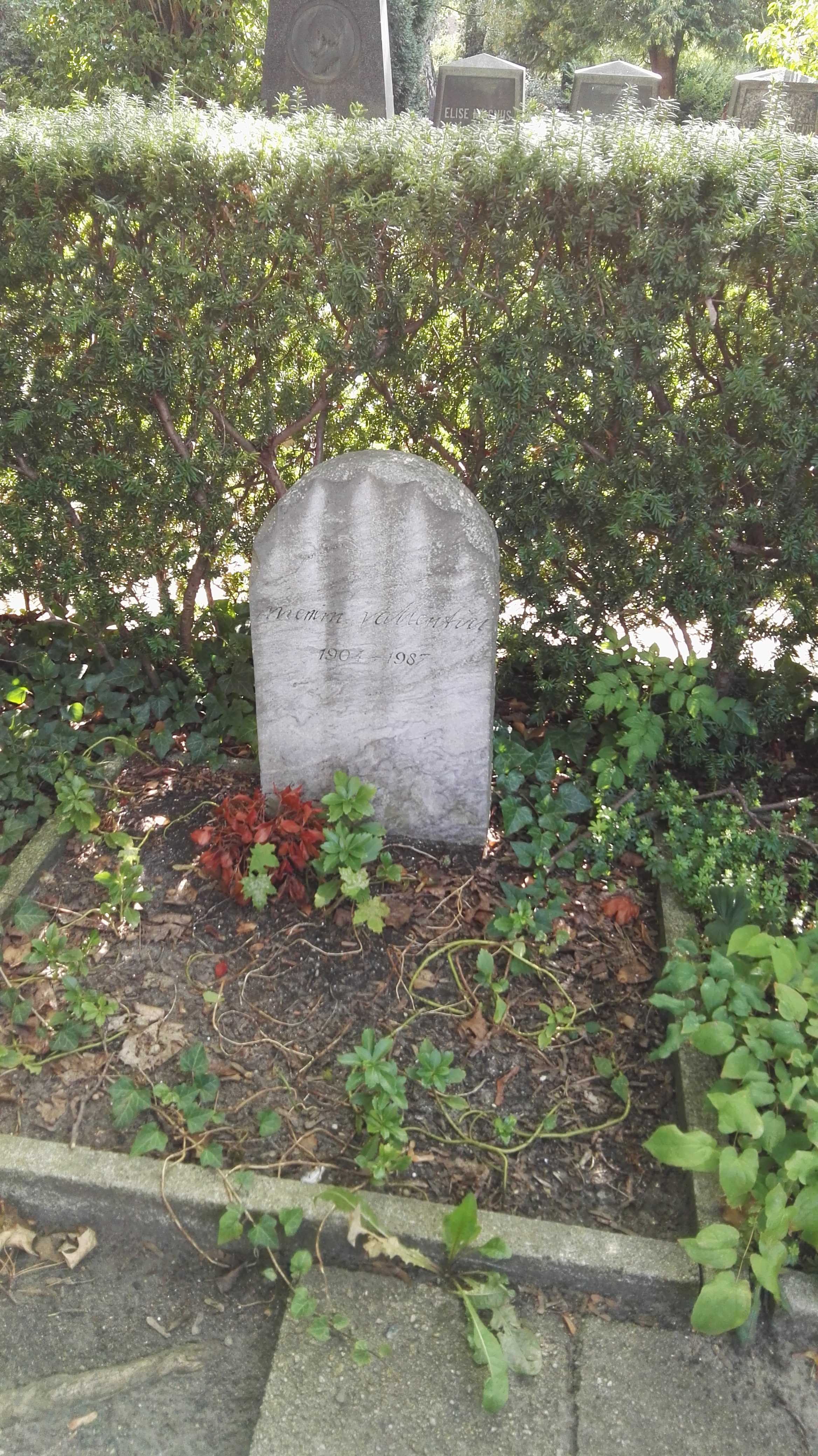
Grabstätte

Er ist auf dem Dorotheenstädtischen Friedhof in Berlin begraben.

## Weitere fotografische Darstellungen Vallentins
- Christian Borchert: Der Schauspieler Maxim Vallentin mit seiner Frau Edith Vallentin (aus einer Serie von Fotografien, 1976)[6]

## Auszeichnungen/Ehrungen
- 6. Mai 1955: Vaterländischer Verdienstorden in Silber
- 1955: Nationalpreis der DDR III. Klasse
- 1962: Nationalpreis der DDR II. Klasse
- 7. August 1964: Goethepreis der Stadt Berlin
- 1965: Mitglied der Akademie der Künste in der DDR
- 1976: Vaterländischer Verdienstorden in Gold
- 1984: Ehrenspange zum Vaterländischen Verdienstorden in Gold

## Theater (Regie)
- 1951: Anatolij Surow: Das grüne Signal – Regie mit Achim Hübner (Deutsches Theater-Institut Weimar)
- 1952: Boris Lawrenjow: Für die auf See (Maxim-Gorki-Theater Berlin)
- 1953: Anatolij Surow: Das grüne Signal (Maxim-Gorki-Theater Berlin)
- 1954: Maxim Gorki: Dostigajew und andere (Maxim-Gorki-Theater Berlin)
- 1955: Friedrich Wolf: Das Schiff auf der Donau (Maxim-Gorki-Theater Berlin)
- 1955: Friedrich Schiller: Die Räuber (Maxim-Gorki-Theater Berlin)
- 1956: Johannes R. Becher: Der Weg nach Füssen (Maxim-Gorki-Theater Berlin)
- 1956: Oleksandr Kornijtschuk: Vertrauen (Maxim-Gorki-Theater Berlin)
- 1957: Maxim Gorki: Nachtasyl (Maxim-Gorki-Theater Berlin)
- 1960: Friedrich Schiller: Die Räuber – Regie mit Hans Dieter Mäde (Maxim-Gorki-Theater Berlin)
- 1961: Heinrich von Kleist: Der zerbrochne Krug (Maxim-Gorki-Theater Berlin)
- 1962: Maxim Gorki: Jegor Bulytschow und andere (Maxim-Gorki-Theater Berlin)
- 1967: Maxim Gorki: Wassa Schelesnowa (Maxim-Gorki-Theater Berlin)

## Schriften
- Hannes Küpper, Maxim Vallentin: Die Sache ist die. Kiepenheuer, Potsdam 1924.
- Maxim Vallentin: Vom Stegreif zum Stück. Ein Ensemble-Buch auf der Grundlage des Stanislawski-Systems. Aufbau, Berlin 1949.